# Erich Biendl
Erich Biendl (* 19. Dezember 1930; † 29. September 2019 in Geiselhöring) war ein deutscher Turntrainer.

## Leben
Biendl turnte ab 1947 für den FTSV Straubing. Als Trainer führte er die Mädchen des TSV Straubing im Jahr 1966 zum Gewinn der deutschen Jugendmeisterschaft, er betreute Irmi Krauser, die 1968 an den Olympischen Spielen in Mexiko-Stadt teilnahm. In den Jahren 1968 und 1969 durchlief er in Frankfurt am Main eine Ausbildung zum staatlich geprüften Turn- und Sportlehrer. Anschließend war er als Trainer beim Bayerischen Turnverband beschäftigt. Biendl betreute ab 1971 die bundesdeutsche Turnriege der Damen und betreute diese als Trainer bei den Olympischen Sommerspielen 1972 in München, wo ein achter Platz erreicht wurde. Bei den Olympischen Spielen von Montreal 1976 trainierte er die weibliche Turnriege der Niederlande. Bis 1984 war er im bundesdeutschen Mitglied des Kunstturnfachausschusses vertreten. Im Zeitraum 1972 bis 1993 hatte Biendl eine hauptamtliche Stelle an der Bayerischen Sportakademie beziehungsweise am Sportzentrum der Technischen Universität München als Turnlehrer inne. In den 1970er und 1980er Jahren war er als Leiter von Turnkursen, -vorträgen und -trainingslagern sowie in der Übungsleiterausbildung auch in Österreich tätig. Seine Laufbahn als hauptberuflicher Turntrainer ging im Jahr 1993 zu Ende, er blieb der Sportart aber auch nachher als Trainer im Amateur- und Jugendbereich verbunden. Von 1983 bis 2010 war Biendl gemeinsam mit seiner Ehefrau Margarete für die Leitung eines Turnferienlagers für Jugendliche zuständig. 1994 wurde das Ehepaar mit dem Jugendpreis des Kreisjugendringes Straubing-Bogen ausgezeichnet.